# Kayes
Kayes – miasto w zachodnim Mali, ośrodek administracyjny regionu Kayes, port nad rzeką Senegal. Około 138 tys. mieszkańców. Trzecie co do wielkości miasto kraju. W latach 1940–1944 przechowywano w tym mieście część polskiego złota wywiezionego podczas II wojny światowej, aby uniknąć jego przejęcia przez hitlerowskie Niemcy.  W mieście rozwinął się przemysł spożywczy oraz skórzany.